# Alfons Colle
Alfons Cyriel Colle (* 13. März 1882 in Gent; † 11. Februar 1968 in Sint-Denijs-Westrem) war ein belgischer Mechaniker und Gewerkschaftsfunktionär.

## Leben
Colles Vater, der Metallarbeiter Isidoor Colle (1857–1930), war an der Gründung der ersten liberalen Arbeitnehmerorganisationen Belgiens beteiligt, 1893 an der Liberale Werkersverdediging, außerdem am Liberale Metaalbewerkersbond, dessen erster Vorsitzender er wurde. Er war außerdem maßgeblich am Eingehen des letzteren in den Genter Zentralverband Help U Zelf beteiligt, dessen Vorsitzender er ebenfalls wurde.
Alfons Colle arbeitete nach dem Besuch der Volksschule bei verschiedenen Unternehmen als Dreher und Metallarbeiter, zusätzlich erwarb er durch den Besuch einer Abendschule das Landvermesser-Diplom. In den Jahren 1913 bis 1914 arbeitete er in Antwerpen bei Minerva als Mechaniker, anschließend zog er mit seiner Ehefrau Elodie Lippens nach Gent.
Mit 20 Jahren war Colle Sekretär in der Metallgewerkschaft der Liberale Werkersverdediging geworden, nach dem Ersten Weltkrieg gründete er zusammen mit Edmond Van Goethem und Gustaaf Van Damme den übergreifenden liberalen flämischen Gewerkschaftsverband Verbond der Liberale Vakbonden van Beide Vlaanderen und wurde dort ebenfalls Sekretär. 1929 wurde Colle Generaldirektor des landesweiten liberalen Verbands Nationale Centrale der Liberale Vakbonden van België (seit 1938 Algemene Centrale der Liberale Vakverbonden van België (ACLVB) bzw. deutsch Allgemeine Zentrale der Liberalen Gewerkschaften Belgiens (AZLGB)).
In den Jahren 1938 bis 1946 saß Colle im Gemeinderat Gents. Bis Ende 1941 versorgte er während der deutschen Besatzung Belgiens im Zweiten Weltkrieg das Besatzungsorgan Brüsseler Zeitung mit Informationen für den Wirtschaftsteil. Nach dem Zweiten Weltkrieg gründete Colle 1948 den Weltverband liberaler Gewerkschaften World Union Of Liberal Trade Union Organizations (WULTUO) (ebenso bekannt unter dem französischen Namen Union mondiale des organisations syndicales sur basé économique et sociale libérale, UMOSBESL) und wurde dessen erster Vorsitzender.
Colles Sohn Armand Colle (1910–1992) war in den Jahren 1959 bis 1989 Vorsitzender der ACLVB.